# Pseudothrips
Pseudothrips är ett släkte av insekter. Pseudothrips ingår i familjen smaltripsar.
Kladogram enligt Catalogue of Life:
| Pseudothrips | \| \| Pseudothrips beckhami \| \| \| \| \| \| Pseudothrips inequalis \| \| \| \| |
|              | \| \| Pseudothrips beckhami \| \| \| \| \| \| Pseudothrips inequalis \| \| \| \| |
|              | Pseudothrips beckhami                                                            |
|              |                                                                                  |
|              | Pseudothrips inequalis                                                           |
|              |                                                                                  |